# Ammortizzatore
L'ammortizzatore è un dispositivo progettato per attenuare le oscillazioni e rallentare i movimenti di compressione ed estensione delle sospensioni di un macchinario.

## Descrizione
Nella maggior parte dei casi (ammortizzatori idraulici o pneumatici) assumono la forma di un cilindro con un pistone che scorre all'interno (sono telescopici), dove il cilindro esterno (fodero) è riempito con un fluido (come fluido idraulico) o per via aerea (sistemi pneumatici), mentre il pistone solidale con uno stelo (cilindro interno) agisce su di esso.
Lo studio sugli ammortizzatori vengono coadiuvati da strumenti digitali, che permettono di velocizzare la comprensione del sistema ammortizzante e dei suoi effetti sui veicoli.

### Funzione
Gli ammortizzatori devono assorbire il rimbalzo/oscillazione della sospensione o più precisamente nel caso di mezzi di trasporto della ruota, per fare ciò devono assorbire e dissipare l'energia che viene impressa o sprigionata dalla sospensione.
Una considerazione in fase di progettazione o la scelta di un ammortizzatore è l'energia che andrà, nella maggior parte di casi, convertita in calore all'interno del fluido viscoso, come nel caso di sospensioni idrauliche, il fluido idraulico contenuto in cilindri idraulici si riscalda, in altri ammortizzatori come ad esempio quelli elettromagnetici, l'energia dissipata può essere immagazzinata e utilizzata in seguito.

## Utilizzo
Gli ammortizzatori sono una parte importante per i camion, le automobili e le moto, così come i carrelli d'atterraggio degli aeromobili e gli appoggi per molte macchine industriali, ma sono stati sviluppati anche ammortizzatori più grandi, utilizzati per esempio in ingegneria civile per ridurre la suscettibilità delle strutture ai danni causati da un terremoto.
Esistono anche ammortizzatori montati trasversalmente, chiamato smorzatore d'imbardata, che aiuta le automotrici a mantenere l'eccessivo ondeggiare da un lato all'altro e sono importanti per le ferrovie ad uso trasporto pubblico.
Il successo delle tecnologie passive di smorzamento in ampiezze di vibrazione, potrebbe essere accertato con il fatto che essa ha una dimensione di mercato di circa 4,5 miliardi di dollari.

### Ammortizzatori per veicoli
In un veicolo gli ammortizzatori vengono utilizzati per ridurre l'effetto sgradevole che si ha nel viaggiare su terreno accidentato, portando a una migliore qualità di guida, all'aumento del comfort e, cosa importante, a una maggiore stabilità e guidabilità del veicolo. Infatti, senza ammortizzatori, le ruote del veicolo si staccherebbero da terra a causa di qualche deformazione del manto stradale, perderebbero aderenza e, di conseguenza, porterebbero alla perdita del controllo del veicolo.
Per il controllo del movimento delle sospensioni, senza l'assorbimento/freno degli urti/oscillazioni tramite gli ammortizzatori sarebbero necessarie sospensioni più rigide, che a loro volta darebbero una risposta più "dura" quando il veicolo affrontasse una buca o un ostacolo. Dato che la forza della molla che contrasta con la compressione della stessa si trasmette anche al telaio e al guidatore/passeggero, si avrebbe un maggiore avvertimento del transito su tale ostacolo.

L'ammortizzatore consente l'uso di molle della sospensione più morbide, perché controlla la velocità di movimento della sospensione in risposta agli urti; questa sua funzione è coadiuvata anche dall'isteresi dello pneumatico stesso, che tramite la sua elasticità smorza l'oscillazione delle masse non sospese.

### Ammortizzatore per edifici
Quando viene applicato ad una struttura come un edificio o di un ponte può essere parte di una soluzione antisismica, in questa applicazione permette di assorbire l'energia di risonanza, che può causare un movimento eccessivo e l'eventuale cedimento strutturale.

## Tipo di controllo/effetto
Gli ammortizzatori possono variare in base alla loro funzione di assorbimento degli urti:
- Singolo effetto, questi ammortizzatori agiscono solo in una delle due direzioni/situazioni (compressione o estensione) mentre l'altra è libera di scorrere senza restrizioni, questo tipo d'ammortizzatore sono generalmente utilizzati sulle forcelle delle moto, dove con le forcelle teleidrauliche si hanno due ammortizzatori.
- Doppio effetto, agiscono sia in estensione che in compressione e generalmente sono ammortizzatori singoli, come nel caso dell'applicazione delle automobili o nei monoammortizzatori posteriori delle motociclette.

## Tipologia di ammortizzatore
Esistono diversi tipi di ammortizzatori:

### Ammortizzatore idraulico
L'ammortizzatore idraulico è un dissipatore viscoso ed è composto da due cilindri coassiali, uno esterno anulare e uno interno nel quale scorre uno stantuffo con lo stelo ancorato al telaio o viceversa.
Il cilindro interno è sempre pieno d'olio, quello esterno solo parzialmente e il volume di olio nei due cilindri è regolato da vari sistemi, inoltre possono essere del tipo a singolo effetto e quindi avere una valvola di compressione e da una di compensazione (rispettivamente di rimbalzo e aspirazione), che servono a collegare i due cilindri coassiali in modo che ci sia il freno idraulico in una sola azione (estensione o compressione) e costringono l'olio a scorrere in determinate finestre o in sistemi che ne regolino il flusso, oppure essere a doppio effetto e in questo caso si ha solo i sistemi di regolazione dello smorzamento.
Nei motoveicoli, generalmente l'ammortizzatore anteriore è munito di una molla interna e in questo caso assume il nome di forcella telescopica o teleidraulica.

#### Funzionamento
L'ammortizzatore a olio si basa sulla viscosità dell'olio, sul lume di passaggio e sulla velocità di compressione, dove in condizione di lume costante si ha un aumento esponenziale della resistenza allo scorrimento all'aumentare della velocità di compressione e quindi di scorrimento dell'olio.

#### Struttura
Gli ammortizzatori idraulici sono caratterizzati in linea di massima da un fodero e uno stelo, il quale entrando e uscendo da esso modifica il volume interno dell'ammortizzatore, per questo il contenuto dell'ammortizzatore non può essere di solo olio, ma deve essere presente anche un volume comprimibile.
Alcuni elementi dell'ammortizzatore, come la valvola del fodero interno e il gruppo di tenuta (da cui esce lo stelo dall'ammortizzatore) sono realizzati da polveri metalliche (generalmente ferro-grafite-rame) compattate con una pressa e fuse in forno, mentre il pistone mobile viene generalmente realizzato in acciaio, altre parti, come il fodero dell'ammortizzatore possono essere realizzate in vari materiali, generalmente acciaio o alluminio.
Questo volume comprimibile può essere aria o azoto a pressione ambiente o pressurizzato (in questo caso l'ammortizzatore con stelo non passante da entrambi i lati ha la posizione di riposo in completa estensione) o in alternativa un elemento elastico, come una molla elicoidale, per questo il modo in cui viene applicata questa soluzione (utilizzata o meno anche per altre funzioni), gli ammortizzatori possono essere classificati come:

##### Bitubo

Ammortizzatore idraulico bitubo nelle diverse situazioni operative:
1) Azionamento lento o con regolazioni aperte
2) Come "1", ma estensione immediatamente successiva alla compressione
3) Azionamento rapido o con regolazioni chiuse, è possibile notare le bolle di depressione, le quali possono portare al fenomeno della cavitazione
4) Come "3", ma estensione immediatamente successiva alla compressione, è possibile notare le bolle di depressione anche in estensione

Questo tipo d'ammortizzatore è caratterizzato dall'uso di due tubi concentrici in cui scorre il pistone (nel tubo più piccolo), lo spazio tra essi è parzialmente occupato da azoto o aria per compensare il volume dello stelo che viene occupato o liberato nei suoi movimenti telescopici.
Tale schema venne utilizzato ampiamente fino a metà degli anni settanta, mentre successivamente viene utilizzato principalmente per mezzi dalle prestazioni modeste.
Durante la fase di compressione l'ammortizzatore si accorcia, un volume d'olio pari a quello dello stelo si travasa nel cilindro esterno attraverso la valvola di compressione, parte dell'olio che si trova nel cilindro interno sale sopra lo stantuffo attraverso la valvola di aspirazione, durante quest'azione l'aria intrappolata si comprime e questo permette di aumentare la resistenza dell'ammortizzatore, facendo spostare il movimento dell'olio sempre più attraverso la valvola di aspirazione.
In fase di rimbalzo o estensione avviene l'opposto: l'ammortizzatore si allunga, l'olio rientra dal cilindro esterno a quello interno per effetto di una depressione che crea lo stantuffo, attraverso la valvola di compensazione.
Contemporaneamente nel cilindro interno l'olio passa dalla parte superiore dello stantuffo alla parte inferiore, per effetto della salita dello stantuffo che apre la valvola di compensazione.
Questo tipo d'ammortizzatore permette una elevata flessibilità nella regolazione/variazione/gestione delle caratteristiche di smorzamento e la presenza di azoto in bassa pressione minimizza i fenomeni di cavitazione e l'emulsione dell'olio, prestandosi a una eccellente performance.
Questa soluzione meccanica ha lo svantaggio nell'assenza di una membrana o separatore che tenga separati i gas dai liquidi, costringendo questo tipo di ammortizzatori a lavorare più verticali possibili e con la camera di lavoro del pompante in basso, in quanto altrimenti si possono formare emulsioni aria olio, che vanno ad alterare le prestazioni dell'ammortizzatore, oppure se montato capovolto si ha il dislocamento del volume di gas, che comporta una forte limitazione sulle funzionalità, dove parte della corsa dell'ammortizzatore lavora a vuoto, in quanto in compressione prima il gas deve aumentare di pressione per far si che l'olio oltrepassi la valvola di controllo, mentre in estensione si ha un volume composto anche da vuoto, il quale è dato dal parziale mancato passaggio dell'olio in fase di compressione.

##### Bitubo con serbatoio separato

Ammortizzatore idraulico bitubo con serbatoio separato

Questo tipo d'ammortizzatore è caratterizzato dall'uso di due tubi concentrici in cui scorre il pistone/cartuccia oppure un semplice pompante senza valvola (nel tubo più piccolo) e da un serbatoio contenente gas pressurizzato per compensare i movimenti telescopici; il serbatoio separato si collega ad entrambi i tubi e in questo collegamento doppio sono applicati due registri (singoli o doppi) che regolano il passaggio dell'olio, mentre al lato opposto dei due tubi coassiali si ha un collegamento libero e quindi un passaggio senza restrizioni dell'olio.

##### Monotubo

Ammortizzatore idraulico monotubo nelle diverse situazioni operative:
1) Azionamento lento o con regolazioni aperte
2) Come "1", ma estensione immediatamente successiva alla compressione
3) Azionamento rapido o con regolazioni chiuse, è possibile notare le bolle di depressione, le quali possono portare al fenomeno della cavitazione
4) Come "3", ma estensione immediatamente successiva alla compressione, è possibile notare le bolle di depressione anche in estensione

Ammortizzatore idraulico monotubo nelle diverse situazioni operative:
1) Azionamento lento o con regolazioni aperte
2) Come "1", ma estensione immediatamente successiva alla compressione
3) Azionamento rapido o con regolazioni chiuse, è possibile notare le bolle di depressione, le quali possono portare al fenomeno della cavitazione
4) Come "3", ma estensione immediatamente successiva alla compressione

Strutturalmente questo tipo d'ammortizzatore è costituito da un tubo in cui scorre il pistone immerso in olio idraulico ed è caratterizzato dall'uso di una camera pneumatica (ad alta pressione) con pressioni maggiori ai 10 bar.
tipo corretto
Questi due elementi sono separati da un diaframma mobile o pistone flottante, inoltre questo tipo di ammortizzatore non ha limiti d'inclinazione e si ha minore cavitazione grazie appunto alla camera separata e pressurizzata.
Quest'ammortizzatore non si differenzia molto dal bitubo per il funzionamento, infatti il pistone che è immerso nell'olio ha sempre le due valvole per i due versi di scorrimento, dove nel caso della compressione si ha il travaso dell'olio nella parte superiore del pistone, ma dato che non si può avere un trasferimento immediato durante le escursioni più rapide, la camera pressurizzata si comprime maggiormente per permettere una maggiore costanza nell'azione dell'ammortizzatore, che se paragonata al bitubo svolge la funzione dell'aria intrappolata nel tubo esterno, ma date le pressioni maggiori non vi è la stretta necessità di una seconda valvola per il controllo della compressione.
Alcuni ammortizzatori monotubo hanno una seconda valvola fissa, atta a controllare più facilmente la fase di compressione ed eventualmente limitare un'espansione eccessivamente rapida della camera pneumatica.

Ammortizzatore idraulico monotubo a emulsione/schiuma olio/gas, caratterizzato dal vincolo di posizione

Altri modelli di ammortizzatori monotubo possono invece lavorare con una schiuma/mistura di olio/aria e quindi non richiedono l'uso del diaframma in quanto l'aria che deve comprimersi si trova già mescolata con l'olio a pressione ambiente o leggermente pressurizzata (6-8 Bar) o per meglio dire non vi sono elementi che separano i gas dai liquidi, come inconvenienza tali soluzioni non possono essere usate in tutte le posizioni, ma l'ammortizzatore se del tipo pressurizzato deve essere più verticale possibile (preferibilmente con la camera aria olio in alto rispetto allo stelo, in modo da impattare meno sulla corsa utile dell'ammortizzatore ed evitare la perdita di pressione tramite la tenuta dello stelo), in modo da evitare l'emulsione aria olio (favorita dalla posizione orizzontale), emulsione che riduce le prestazioni dell'ammortizzatore (in quanto si ha meno resistenza nel passaggio da un lato all'altro della valvola), se invece non vi è pressurizzazione è preferibile tenere la posizione orizzontale in modo da ridurre la corsa a vuoto da compressione dei gas e far lavorare come da progetto l'ammortizzatore in emulsione, tenendo l'accortezza di ridurre il più possibile il volume del gas.

Questa soluzione nella versione pressurizzata a posizione verticale, se accompagnata da pressioni dei gas bassi e da valvole di controllo particolarmente dure perde di capacità ammortizzante, in quanto in compressione il liquido non oltrepassa la valvola, ma si ha la compressione dei gas, di conseguenza in estensione non vi è liquido a sufficienza e si ha una corsa a vuoto dell'ammortizzatore. Dato che gli ammortizzatori possono perdere pressione con il tempo e l'utilizzo, alcuni elementi pressurizzati (soprattutto se a bassa pressione), vengono progettati per lavorare in orizzontale come i modelli non pressurizzati.

##### Monotubo con serbatoio separato

Ammortizzatore idraulico monotubo con serbatoio separato, nelle diverse situazioni operative:
1) Azionamento lento o con regolazioni aperte
2) Come "1", ma estensione immediatamente successiva alla compressione
3) Azionamento rapido o con regolazioni chiuse, è possibile notare le bolle di depressione, le quali possono portare al fenomeno della cavitazione
4) Come "3", ma estensione immediatamente successiva alla compressione, è possibile notare le bolle di depressione anche in estensione

Questo tipo d'ammortizzatore è molto simile al precedente, ma la camera pneumatica non è posta dentro al tubo, ma di lato e messa in comunicazione tramite un passaggio calibrato.
Quest'ammortizzatore si comporta esattamente come il precedente, solo che la camera pressurizzata essendo posta di lato l'olio fuoriesce dal cilindro e va dentro questa camera, dove il gas è isolato tramite una membrana.
Inoltre viene utilizzata una seconda valvola con regolazioni esterne che gestisce la velocità del fluido attraverso questo condotto, in particolar modo regola la velocità di compressione dell'ammortizzatore, mentre se la valvola sullo stelo è munita di regolazioni esterne a spillo, queste regolano in particolar modo l'estensione.

Ammortizzatore idraulico monotubo con serbatoio separato sprovvisto di valvola di controllo

Tuttavia esistono anche degli ammortizzatori a serbatoio separato che invece di utilizzare la membrana ricorrono al diaframma per separare gas e olio, inoltre la valvola che controlla il passaggio d'olio alla camera pneumatica può mancare, così come la regolazione sullo stelo.

#### Soluzione ammortizzante
Per avere una funzione ammortizzante bisogna utilizzare una soluzione specifica o combinazioni di queste in modo da avere una forza frenante.
L'azione smorzante di questi sistemi sarà maggiore in proporzione alla velocità con cui l'ammortizzatore si accorcia, ma questa relazione varia a seconda delle soluzioni adoperate.

##### A flauto
Questo sistema è stato superato in quanto la sua azione varia esponenzialmente a seconda della velocità di funzionamento, ma viene usato ancora per mezzi economici, data la sua economicità e semplicità.
Questi sistemi possono essere rivisti con valvole addizionali da apporre in serie caratterizzate da un sistema flottante, che permette un maggiore controllo della compressione, con un andamento più lineare.

###### Tradizionale
In questo sistema l'olio è obbligato tramite un pompante posto in cima al flauto (tubo forato) a scorrere su delle fenestrature di dimensioni fisse e può svolgere sia la funzione in compressione che in estensione.

Questo sistema per svolgere sia la funzione di smorzamento in estensione che in compressione, prevede l'uso di due fenestrature sul flauto (una posta in basso e una posta in alto), di cui una (posizionata vicino al pompante) assieme alla valvola flottante regola la pressione velocità in estensione, mentre nei sistemi più basilari si ha un solo foro posto distante dal pompante e non si utilizza la valvola flottante, permettendo sempre la doppia funzione, ma in questo caso non viene differenziata la resistenza offerta.
Questa caratteristica determina una resistenza ridotta o nulla alle basse velocità (di compressione), mentre può risultare eccessiva alle alte velocità (di compressione) e anche se può essere munito di regolazioni per variare la resistenza del freno idraulico, comunque sia il suo arco di funzionamento risulta essere ridotto, determinando sia condizioni di freno inefficace che fasi di freno eccessivo in particolar modo alle diverse velocità di compressione.
Un sistema simile viene usato quando si utilizza un sistema a doppio ammortizzatore (come nel caso di una forcella) a funzioni separate, quindi con un ammortizzatore che funziona in compressione, come nel caso del sistema a fenestratura variabile e con un ammortizzatore che funziona in estensione, che può essere un sistema a flauto munito di valvola flottante (unidirezionale), dove il foro permette la fuoriuscita dell'olio senza resistenze significative o molto ridotte, mentre in estensione la valvola flottante trattiene l'olio tra essa, il pompante e il flauto (nella zona sprovvista di fori).

###### A fenestratura variabile
Questo sistema utilizzato sulle forcelle solo per la funzione di compressione, è un'evoluzione del sistema a fenestratura, dove non si fa scorrere l'olio dentro a un flauto forato, ma si utilizza lo stelo e il tubo centrale (vincolato al fodero e con forma a cono) per determinare la resistenza dell'ammortizzatore, dove nei primi millimetri di compressione si ha poca resistenza per il grande lume di passaggio che si ha tra stelo e tubo centrale, mentre nelle fasi finali di compressione si ha una ridotta sezione di passaggio per via della forma del tubo centrale.
Questo permette d'avere un aumento della resistenza idraulica man mano che si comprime la forcella, riuscendo a conferire un'ottima elasticità e anche un comportamento anti-affondamento della forcella o sospensione, senza compromettere la qualità della marcia, ma dato che comunque sia la sezione di passaggio dell'olio non varia in base alla velocità di compressione, si ha sempre un comportamento piuttosto variabile rispetto alle diverse velocità di compressione.

##### A elementi flottanti
Questo sistema permette d'avere entrambi gli effetti ammortizzanti in un unico elemento, chiamato pistone, munito di diverse aperture regolate da una valvola che scorre assialmente lungo il pistone e che viene regolata nell'apertura da un sistema a molla.
L'azione ammortizzante varia molto a seconda del tipo di molla e precarico della stessa, conferendo in modo più o meno marcato della curva a gomito della progressione d'assorbimento, tanto maggiore quanto maggiore è il precarico.

Qualora la molla fornisca una forza sufficiente solo per velocizzare la chiusura delle valvole il comportamento dell'ammortizzatore assume una caratteristica del tutto simile agli ammortizzatori con struttura a flauto, in quanto i fori di passaggio del pistone non vengono regolate dalla molla, ma semplicemente aperte o chiuse.

##### A valvola lamellare
Si tratta di un sistema composto un pompante provvisto di vari passaggi regolati da un sistema flessibile a lamelle circolari o triangolari flessibili, che scorre in un tubo, che può essere coassiale a un secondo tubo, a seconda dell'applicazione la cartuccia può costituire l'ammortizzatore stesso o parte di un sistema ammortizzatore o ammortizzatore/sospensione.

###### Tradizionale

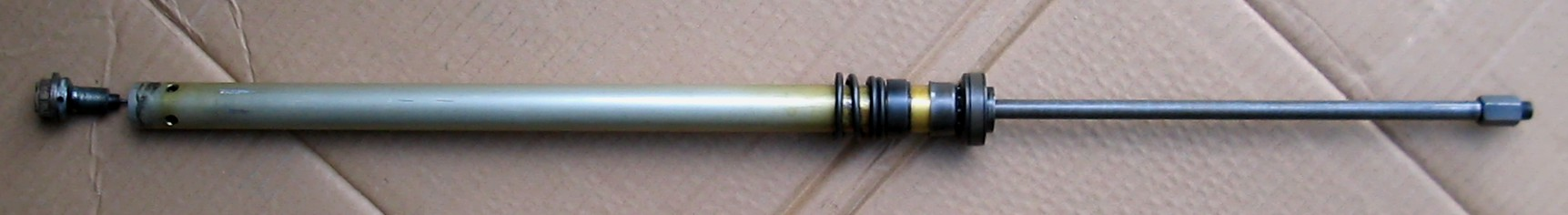
Cartuccia ammortizzante del tipo aperto con registro di regolazione, appartenente a una forcella

Questo sistema è caratterizzato dal passaggio obbligato (tramite pompante) dell'olio tramite una finestra tenuta chiusa da una o insieme di rondelle flessibili, le quali determinano la sezione de condotto di passaggio della cartuccia/pompante, dove alle basse velocità di scorrimento dell'olio si avranno sezioni di passaggio piccole, mentre per velocità più alte le sezioni di passaggio sono più elevate.
Questo sistema ha il vantaggio non solo di essere più lineare nell'azione del freno idraulico alle diverse velocità di compressione, ma anche di poter regolare l'idraulica in modo più semplice, dove le regolazioni esterne agiscono sul precarico della molla che tiene chiuso il pacchetto di lamelle contro il condotto di passaggio, oppure possono agire sull'apertura di un foro ausiliario che bypassa la cartuccia pompante in una determinata azione (compressione o estensione).
L'inconveniente viene dal fatto che risulta difficile e che generalmente non viene ricercata ed ottenuta la variazione dello smorzamento in base alla corsa della sospensione.
Le cartucce ammortizzate possono essere del tipo aperto (solo per la maggior parte delle forcelle) o del tipo chiuse/sigillate, nel caso fossero del tipo aperto, l'ammortizzatore condivide l'olio con l'elemento telescopico della forcella, oltre al fatto che non sono pressurizzate, mentre nel caso la cartuccia è del tipo chiuso/sigillato, questa utilizza un olio che può essere differente e specifico per la funzione ammortizzante, oltre al fatto che generalmente sono pressurizzate.

###### A cartuccia a doppia velocità (ammortizzatore selettivo)
Sono molto simili alle precedenti, ma con l'aggiunta di una valvola supplementare (alte velocità), dove generalmente si ha un deposito supplementare per l'olio (generalmente esterno), questo sistema infatti agisce solo quando le sollecitazioni sono elevate e quindi quando la l'olio è molto compresso, facendo aprire questo secondo passaggio aumentando la sezione di passaggio e riducendo il freno idraulico che risulterebbe eccessivo, ed è per via di questo comportamento che prende il nome di ammortizzatore selettivo.
Questo sistema ha il vantaggio non solo di essere più costante nell'azione del freno idraulico, ma di permettere di regolare indipendentemente l'idraulica veloce o lenta (velocità di scorrimento), dove con le regolazioni esterne, che agiscono sul precarico della molla che tiene chiuso il pacchetto di lamelle contro il condotto di passaggio che determina l'area di passaggio, si riesce ad avere un comportamento decisamente più costante e adatto ai diversi tipi d'impiego.

###### A cartuccia con Bypass
Si tratta di ammortizzatori a cartuccia tradizionali, ma provvisti di vari passaggi che bypassano l'azione del pompante/cartuccia e che permettono di essere facilmente regolati dall'esterno, permettendo così d'ottenere un'azione variabile a seconda della contrazione dell'ammortizzatore.

### Ammortizzatori a effetto magnetico
Questo tipo d'ammortizzatore effettua lo smorzamento tramite lo sfruttamento delle correnti parassite, risultando del tutto simile a un generatore, che prende energia meccanica dalla sospensione, per poi trasformarla in corrente.
Questo sistema può essere munito di reostato per variare la sua influenza.

### Ammortizzatore pneumatico
Questo tipo d'ammortizzatore utilizza un gas che durante la compressione o estensione deve scorrere attraverso un orifizio, in modo d'assorbire l'energia a cui viene sottoposto, inoltre data l'elasticità del gas, potrebbero essere usati anche come sospensioni.

### Ammortizzatore a frizione

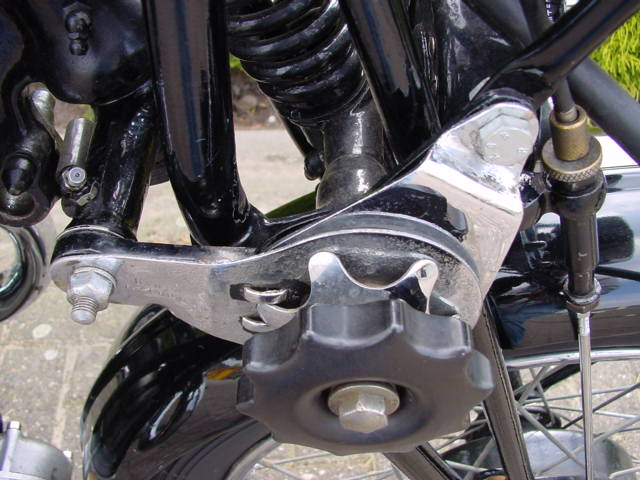
Ammortizzatore a frizione

L'ammortizzatore meccanico a frizione, comunemente detto "a compasso", non è altro che una frizione tenuta più o meno serrata, costituita da dei dischi in cuoio, che vengono premuti tra loro tramite un tirante e ad ogni capo di tale frizione si hanno due braccia, collegata una alla sospensione/ruota, mentre l'altra è collegata al telaio, questo tipo di smorzamento veniva utilizzato sulle vecchie moto e auto, come la Ford Model T o la Citroën Dyane.
La caratteristica di quest'ammortizzatore è l'elevata semplicità, che ne permette una semplice e intuitiva regolazione, così come la rigenerazione dei dischi tramite semplice sostituzione, inoltre ha una resistenza molto costante rispetto alle diverse situazioni operative, anche se risulta maggiore poco prima che la sospensione inizi l'escursione, questo perché questa tipologia d'ammortizzatore si basa sull'attrito radente, inoltre la funzione ammortizzante può alterarsi facilmente per via dell'esposizione a agenti esterni e per l'usura precoce a cui è portata ad avere.

### Mass damper
Questo tipo d'ammortizzatore viene utilizzato in molti campi, perché ha una maggiore libertà di posizionamento rispetto ai altri dispositivi e assorbe principalmente le grandi oscillazioni.
La sua struttura più semplice è data da una massa, che scorre su un asse, messa in sospensione da una molla.

## Quantità
Generalmente nei veicoli viene utilizzato un ammortizzatore per ogni sospensione, ma in alcuni casi possono essere anche doppi, mentre è molto raro che un elemento ammortizante venga utilizzato per più sospensioni, come nel caso della Tyrrell 019 e della Ferrari F92A.
Per quanto riguarda altre applicazioni, come quelle edili, dipende molto dal tipo di controllo che si vuole avere e dalla ridondanza del sistema, motivo per cui il numero utilizzato è molto variabile.

## Manutenzione
L'ammortizzatore può essere denominato in vario tipo a seconda delle operazioni di manutenzioni applicabili o necessarie:
- Inesauribile, questa tipologia d'ammortizzatore non richiede nessuna forma di manodopera, perché non soggetto a consumo, come nei sistemi ad "effetto magnetico" e "mass damper"
- Rigenerabile, questa tipologia d'ammortizzatore è soggetto ad usura e a perdita di funzionalità, ma può essere rigenerato, riacquistando le sue caratteristiche originarie.
- Esauribile, questa tipologia d'ammortizzatore è soggetto ad usura e a perdita di funzionalità e non può essere rigenerato, perché non presenta una struttura che consente quest'operazione.

## Regolazioni
L'ammortizzatore nella maggior parte dei casi è sprovvista di possibilità di regolazione, dove l'unica regolazione esistente è data dalla resistenza di scorrimento, la quale può essere differenziata:
- Resistenza alla compressione, questa funzione permette di regolare la velocità di compressione, dove maggiore sarà la sua velocità nel comprimersi e meglio risponderà a strade dissestate e all'utilizzo del mezzo in condizioni di minore carico.
- Resistenza all'estensione, questa funzione permette di regolare la velocità d'estensione, dove maggiore sarà la sua velocità nell'estendersi e meglio risponderà a strade dissestate e all'utilizzo del mezzo in condizioni di minore carico.

Con l'utilizzo di regolazioni morbide si velocizza la risposta della sospensione, ma aumenta l'instabilità a un'andatura sostenuta dato che può dare a saltellamenti (in caso di sospensioni troppo morbide), oscillazioni o a dei trasferimento di peso troppo marcati nella varie manovre (principalmente nelle frenate energiche), mentre con l'uso di regolazioni troppo rigide, si penalizzano le frenate prolungate, improvvise e energiche ritardando il trasferimento di peso, così come la stabilità e il comfort su strade rovinate.
- Sostituzione dell'olio, un'alternativa alle regolazioni, nel caso di sistemi che ne siano sprovviste, è possibile l'utilizzo di un olio più denso/viscoso, dove l'olio più è denso e più rallenta l'estensione e/o la compressione, quest'alternativa come nel caso delle forcelle con gambali a doppia funzione (estensione e compressione) ha come svantaggio la non differenziazione tra estensione e compressione, mentre come nel caso delle forcelle che hanno i gambali con funzioni diverse (un gambale per l'estensione e uno per la compressione) si può adoperare oli di graduazioni diverse e poter regolare i loro interventi, in modo analogo alle regolazioni meccaniche (registri).
- Livello/quantità dell'olio, con l'utilizzo di una quantità maggiore d'olio, si avrà un intervento anticipato dell'ammortizzatore, quindi l'azione ammortizzante inizierà con una corsa minore della sospensione, mentre con l'uso di meno olio, si avrà un effetto opposto.

## Accorgimenti
Gli ammortizzatori possono essere dotati di vari sistemi:
- Sensore per la compressione
- Sospensioni semiattive
- Sospensioni attive
- Tampone di fine-corsa atta a prevenire danni quando si raggiunge il finecorsa dell'ammortizzatore, e ridurre la forza di impatto alla cassa veicolo[14]
- Sensore per la compressione

- Spurgo aria Pressione aria libera, serve per avere una situazione di pressione adeguata dell'ammortizzatore, in modo che possa compiere correttamente le sue escursioni, senza che l'aria che si forma e rimane intrappolata dentro al sistema crei un effetto molla e aumenti la frenatura dell'ammortizzatore, generalmente si utilizza l'aria calma e quindi ha la funzione di spurgo, ma alcuni modelli sono predisposti per l'attacco del manometro per la regolazione della pressione.
- Sistema anti-affondamento, può essere un vero e proprio sistema indipendente, che regola la resistenza dell'ammortizzatore, che può essere del tipo:
  - Legato alla forza frenante, che può a sua volta agire secondo la pressione nell'impianto frenante o di forza effettivamente esercitata dall'impianto frenante (forza generata dall'azione della pinza freno), nel secondo caso l'effetto anti-affondamento è legato all'effettiva forza frenante (rendendo il suo effetto più costante nel tempo e meglio correlabile alle differenti condizioni operative), ma può risultare più lento nel suo intervento.
  - Ammortizzatore autoregolante, variante più complessa ed elaborata del sistema ammortizzante di base, in grado da conferire in automatico una maggiore resistenza all'avvicinarsi del finecorsa.

## Galleria d'immagini

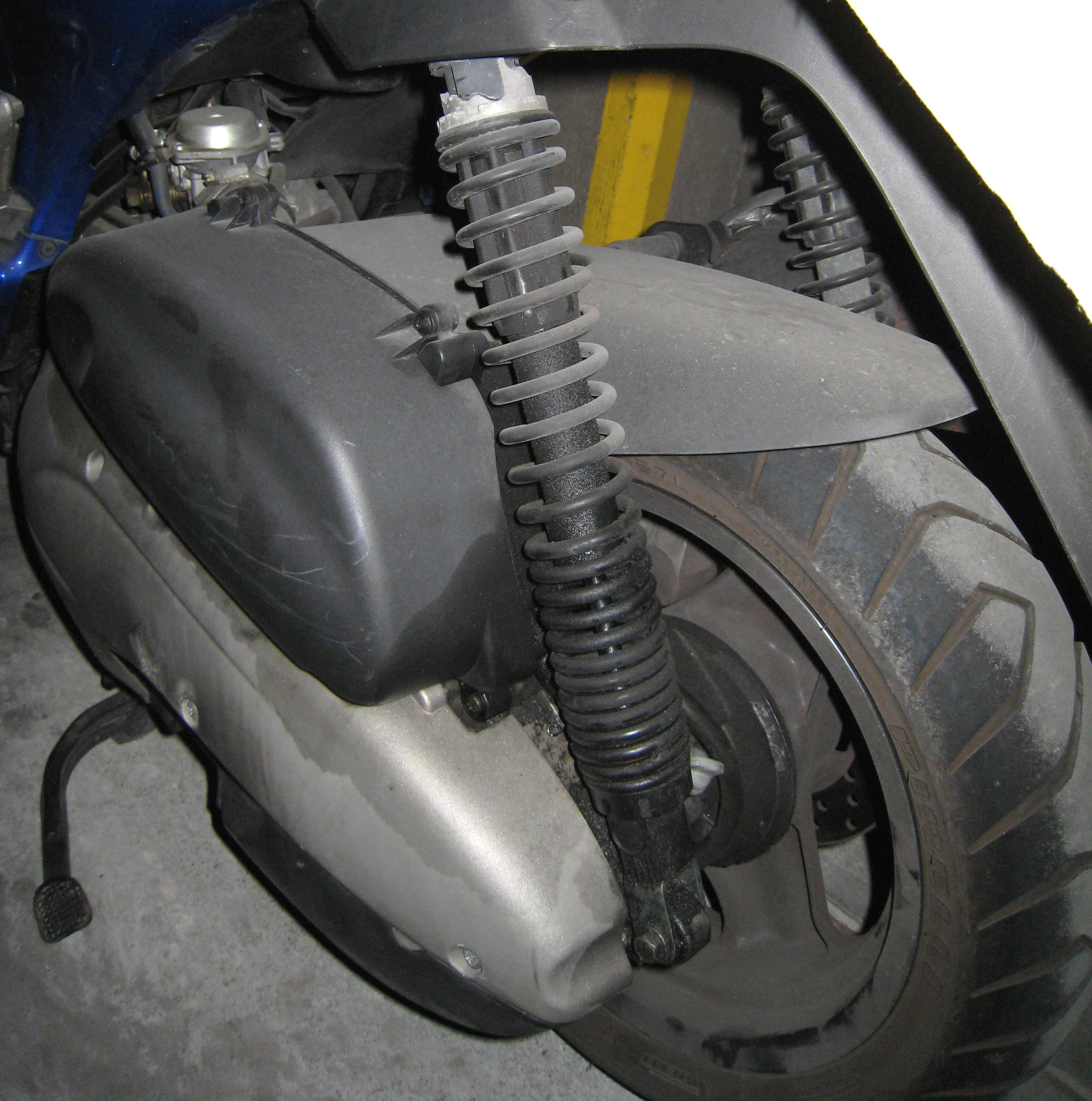
L’ammortizzatore esauribile di uno scooter.
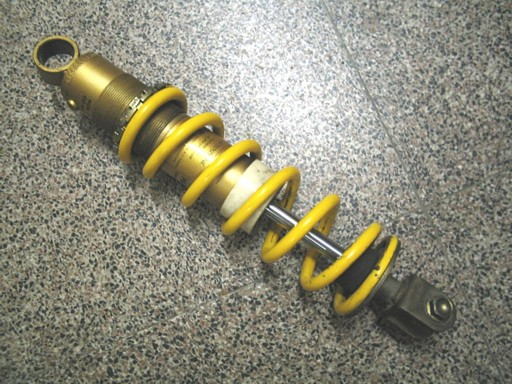
L’ammortizzatore rigenerabile di una moto, con molla integrata.
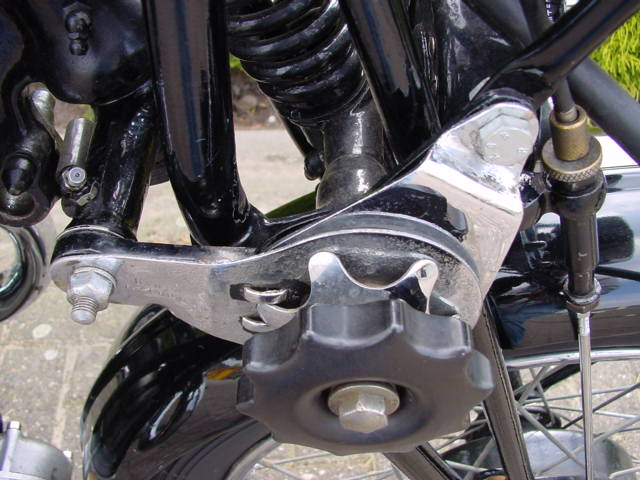
Ammortizzatore a frizione delle prime motociclette
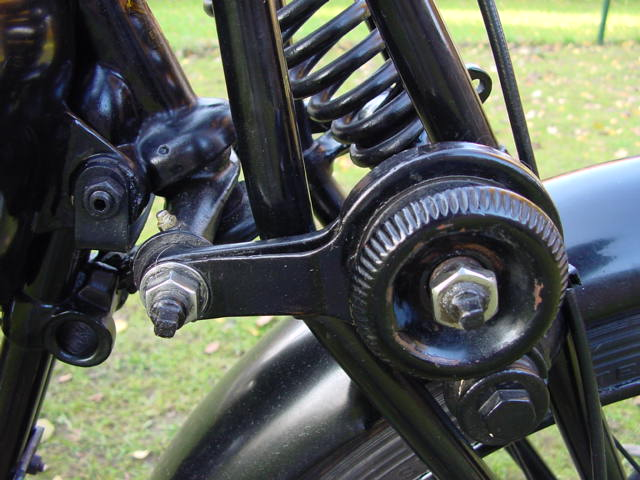
Ammortizzatore a frizione delle prime motociclette